# Walter Tetley
Walter Tetley (2 de junio de 1915 – 4 de septiembre de 1975) fue un actor de voz e imitador infantil de nacionalidad estadounidense, activo en la época clásica de la radio, con papeles regulares en las series The Great Gildersleeve y The Phil Harris-Alice Faye Show. Aunque prestó su voz para diferentes producciones de animación, anuncios comerciales y discos hablados, es quizás más conocido por encarnar a "Sherman" en la serie televisiva de dibujos animados de Jay Ward y Bill Scott Sr. Peabody.

## Primeros años
Su verdadero nombre era Walter Campbell Tetzlaff, y nació en Nueva York, siendo sus padres Jessie Smith Campbell, de origen escocés, y Frederick Tetzlaff, un nativo de Nueva York de sangre alemana.
Tetley fue un artista precoz, y a los siete años de edad ya hacía imitaciones de Harry Lauder. Se inició en la radio interpretando habitualmente a niños sabelotodo. Tetley se mudó a Hollywood en 1938 y actuó en varias películas (fue el mensajero gracioso o el botones en varias comedias de Universal Pictures), pero la radio fue su principal ocupación.
La perenne voz adolescente de Walter Tetley era resultado de un problema médico. Aunque se habló de una causa hormonal, uno de los jefes de Tetley, Bill Scott, daba una explicación más precisa. Según él, la madre de Tetley era reticente a perder las ganancias generadas por la ocupada carrera radiofónica de su hijo, por lo que decidió el tratamiento de su hijo para prolongar su voz infantil (La castración antes de la pubertad era una práctica no vista en la sociedad occidental desde el fenómeno de los castrato en la Italia del siglo XVIII). Cualquiera que fuera la causa médica, el desarrollo de Tetley se frenó y su voz no maduró, por lo que Tetley parecía anclado en algún momento entre la infancia y la adolescencia. Esto, combinado con su excelente interpretación y su sentido de la comicidad, le dio la oportunidad de desarrollar una carrera radiofónica que duró casi un cuarto de siglo, y durante la cual pudo trabajar con algunas de las grandes estrellas de la radio, entre ellas Fred Allen, Jack Benny o W.C. Fields.
De su carrera en la radio, se recuerdan sobre todo dos papeles de Tetley. El primero fue el de Leroy en The Great Gildersleeve, interpretado a partir de 1941, y actuando junto a Harold Peary. Aunque trabajó a lo largo de todo el show, no pudo participar en la adaptación al cine del mismo, ya que su aspecto y su verdadera edad lo impedían (sin embargo, pudo hacer un papel hablado en el tercero de dichos filmes, Gildersleeve on Broadway, en 1943).
Su segundo papel radiofónico más conocido llegó en 1948, el de Julius Abruzzio en The Phil Harris-Alice Faye Show, interpretando al personaje a lo largo de toda la trayectoria del programa, finalizada en 1954. 
Además de los anteriores, también hizo otros pequeños papeles, como el de un chico en el drama radiofónico Dr. Christian (1937–1939). 

## Dibujos animados y últimos años
La incursión de Walter Tetley en el mundo de la animación se inició en los años 1930, dando voz a El gato Félix en cortos de Van Beuren Studios de la serie Rainbow Parade, entre ellos "Neptune Nonsense". En el corto "Bold King Cole", Tetley cantaba "Nature and Me", demostrando su habilidad para el canto.
A finales de los años 1940 también dio voz a Andy Panda en producciones de Walter Lantz distribuidas por Universal Pictures. 
En 1946 fue Reddy Kilowatt en el corto Reddy Made Magic, producido por Lantz y Ashton B. Collins, Sr. Tetley también interpretó el tema musical del film, retomando el papel en 1959 en una producción de John Sutherland titulada The Mighty Atom.
A finales de los años 1950 y comienzos de los 1960, Tetley se haría una voz familiar entre los más jóvenes gracias a su papel como Sherman en los segmentos "Sr. Peabody" de la serie de Jay Ward The Rocky and Bullwinkle Show.
Tetley trabajó para Capitol Records en la década de 1950, proporcionando una amplia serie de voces juveniles para los discos hablados y de humor de la compañía, entre ellos Stan Freberg Presents the United States of America Volume One: The Early Years (1961). Su compañero en Gildersleeve, Harold Peary, había hecho tres álbumes para Capitol una década antes, contando historias infantiles con el estilo Gildersleeve.
En 1973 hizo también una actuación en la serie radiofónica de Rod Serling The Zero Hour, pudiendo ser escuchado en los episodios "Princess Stakes Murder".

## Muerte
Tetley sufrió graves heridas en 1971 a causa de un accidente de motocicleta, debiendo usar una silla de ruedas durante el resto de su vida. Numerosas fuentes han sugerido que en esa época habría perdido su casa en el sur de California, y que debía vivir en una caravana. 
Walter Tetley falleció en 1975 en Los Ángeles, California, a causa de un cáncer de estómago. Tenía 60 años de edad. Fue enterrado en el Cementerio Oakwood Memorial Park, en Chatsworth (Los Ángeles).